# Estação Galeão - Tom Jobim 1
A Estação Galeão - Tom Jobim 1  é uma estação terminal do BRT TransCarioca localizada no bairro do Galeão, na Ilha do Governador, no município do Rio de Janeiro.